# Irina Peršina
Irina Vladimirovna Peršina (in russo Ирина Владимировна Першина?; 13 settembre 1978) è una sincronetta russa.

## Palmarès

### Olimpiadi
- 1 medaglia:
  - 1 oro (Sydney 2000 a squadre)